# Hyaloriaceae
Hyaloriaceae är en familj av svampar. Hyaloriaceae ingår i ordningen gelésvampar, klassen Tremellomycetes, divisionen basidiesvampar och riket svampar.
|              | Sirobasidiaceae                                         |
|              |                                                         |
|              | Rhynchogastremataceae                                   |
|              |                                                         |
|              | Phragmoxenidiaceae                                      |
|              |                                                         |
| Hyaloriaceae | \| \| Helicomyxa \| \| \| \| \| \| Hyaloria \| \| \| \| |
|              | \| \| Helicomyxa \| \| \| \| \| \| Hyaloria \| \| \| \| |
|              | Cuniculitremaceae                                       |
|              |                                                         |
|              | Carcinomycetaceae                                       |
|              |                                                         |
|              | Tetragoniomycetaceae                                    |
|              |                                                         |
|              | Tremellaceae                                            |
|              |                                                         |
|              | Trichosporonaceae                                       |
|              |                                                         |
|              | Kwoniella                                               |
|              |                                                         |
|              | Sigmogloea                                              |
|              |                                                         |
|              | Xenolachne                                              |
|              |                                                         |
|              | Tremellina                                              |
|              |                                                         |
|              | Helicomyxa                                              |
|              |                                                         |
|              | Hyaloria                                                |
|              |                                                         |

|  | Helicomyxa |
|  |            |
|  | Hyaloria   |
|  |            |